# Oxytropis holanshanensis
Oxytropis holanshanensis är en ärtväxtart som beskrevs av Hiang Chian Fu. Oxytropis holanshanensis ingår i släktet klovedlar, och familjen ärtväxter. Inga underarter finns listade i Catalogue of Life.